# 趙淵夏
趙 淵夏（チョ・ヨナ、조연하、1924年5月17日 - 2006年8月28日）は、大韓民国の政治家、民主化運動家。第5・8・12代韓国国会議員、第12代国会副議長。
本貫は玉川趙氏（淳昌趙氏）。号は春山（チュンサン、춘산）。

## 経歴
日本統治時代の全羅南道順天郡（昇州郡を経て現・順天市）出身。順天公立中学校（現・順天高等学校）卒。ソウル大学校農科大学農業経済学科4年中退（朝鮮戦争により）。韓国農村研究所常任理事、全羅南道復興建設団企画室長を経て、1955年から民主党中央常務委員・組織部次長・昇州郡党委員長・党内少壮派新風会幹事、民衆党組織部長・総務局長、新民党政策審議委員会農林水産分科委員長・全南道党副委員長・全南第6地区党委員長・指導委員・院内首席副総務・全南道党委員長・政務委員を歴任した後、1972年の十月維新により13年間の政治活動規制を受けた。1984年に解禁後、民主化推進協議会発起人、新民党副総裁・組織特別委員会委員長・ソウル第9地区（九老区）委員長、第12代国会副議長、統一民主党党員、民主党政務委員、統一部顧問、国民党最高委員、国民新党顧問などを務めた。
2006年8月28日、老衰により死去。享年82。

### 選挙歴
自由党が強かった1958年の第4代総選挙では次点で落選したが、1960年の第5代総選挙で初当選した。その後、1971年の第8代総選挙と1985年の第12代総選挙でも当選した。